# Menophra obtusata
Menophra obtusata är en fjärilsart som beskrevs av W. Warren 1902. Menophra obtusata ingår i släktet Menophra och familjen mätare. Inga underarter finns listade i Catalogue of Life.

## Bildgalleri

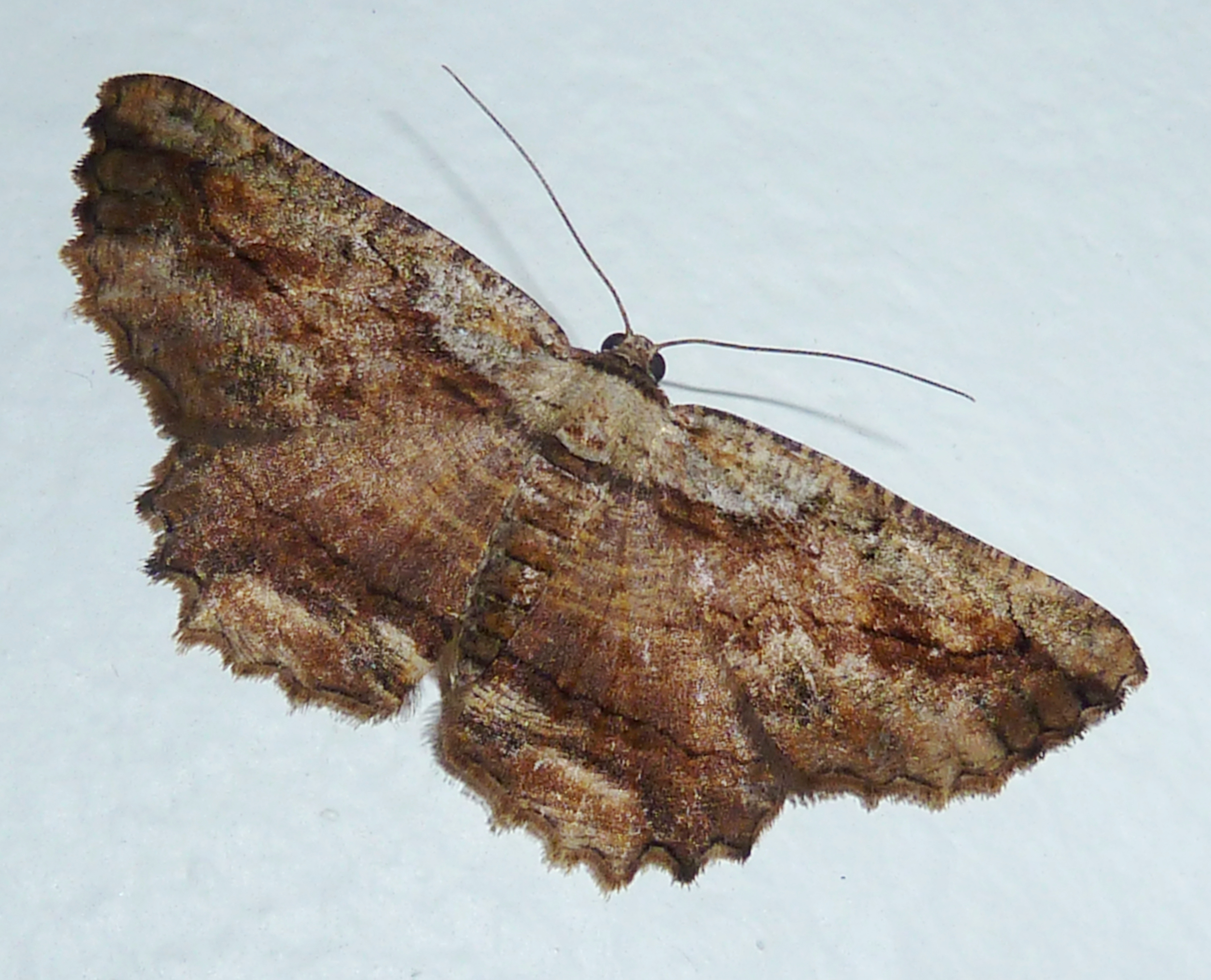